# Zespół Szkół Morskich w Darłowie
Zespół Szkół Morskich w Darłowie – najstarsza z trzech średnich szkół morskich w Polsce z siedzibą w Darłowie. Szkoła kształci do zawodu mechanika okrętowego, nawigatora, hotelarza oraz logistyka.
Do końca 2006 r. mury szkoły opuściło ponad 4000 absolwentów. Wielu z nich to marynarze, oficerowie i kapitanowie, pracujący na morzach i oceanach całego świata.

## Kierunki kształcenia

### Technikum morskie
pięcioletnie na podbudowie szkoły podstawowej
kierunek technik nawigator morski (dziewczęta i chłopcy)
W czasie nauki uczniowie odbywają praktyki morskie na statku szkolnym, uczestniczą w zajęciach praktycznych w warsztatach szkolnych, zdobywają patent żeglarski. Po ukończeniu szkoły absolwenci mogą podejmować pracę na statkach morskich, handlowych i rybackich różnych armatorów, okrętach Marynarki Wojennej RP, a także na jednostkach pływających służb portowych, ratownictwa morskiego, straży granicznej w dziale pokładowym. Lekcje wychowania fizycznego będą prowadzoną, jak ćwiczenia sprawnościowe. Zajęcia kierunkowe prowadzone są przez wykwalifikowaną kadrę nawigatorów morskich i pracowników straży granicznej.
kierunek technik mechanik okrętowy (dziewczęta i chłopcy)
W czasie nauki uczniowie odbywają praktyki morskie na statku szkolnym, uczestniczą w zajęciach praktycznych w warsztatach szkolnych, zdobywają patent żeglarski. Po ukończeniu szkoły absolwenci mogą podejmować pracę na statkach morskich, handlowych i rybackich różnych armatorów, okrętach marynarki wojennej RP, a także na jednostkach pływających służb portowych, ratownictwa morskiego, straży granicznej w dziale maszynowym oraz w zakładach zajmujących się remontami urządzeń okrętowych i w służbach technicznych u armatorów.
kierunek technik hotelarstwa (dziewczęta i chłopcy)
W trakcie nauki uczniowie są przygotowywani do profesjonalnej obsługi gości hotelowych oraz świadczenia usług hotelarskich w różnych zakładach, a także prowadzenia działalności usługowej na własny rachunek.
kierunek technik logistyk (dziewczęta i chłopcy)
W trakcie nauki uczniowie są przygotowywani do pracy w magazynach i różnego rodzaju centrach lub firmach logistycznych od przyjęcia towaru aż do wydania dla nabywcy finalnego. Od wprowadzenia w 2012 roku Nowej Podstawy Programowej egzamin zawodowy na tym profilu odbywa się już po 2 klasie (kwalifikacja A.30), następnie w 3 klasie (kwalifikacja A.31) i 4 klasie (kwalifikacja A. 32).
W szkole obowiązuje umundurowanie.

## Warsztaty Szkolne

### Statek Szkolny Franek
W czasie odbywania praktyk na statku szkolnym, uczniowie pełnią służby nawigacyjne i maszynowe pod opieką oficerów pokładowych i oficerów mechaników, wykonują prace pokładowe pod opieką instruktora i bosmana, prace przy przygotowaniu posiłków pod nadzorem kucharza. Statek wyposażony jest w sprzęt do połowów trałem z burty.

## Historia

### Państwowe Gimnazjum i Liceum Spółdzielczości Morskiej w Darłowie
Historia szkoły o profilu morskim w Darłowie zaczęła się właściwie już w 1947, kiedy to z inicjatywy kierownika działu społeczno-wychowawczego Związku Rewizyjnego Spółdzielni Rzeczypospolitej Polskiej w okręgu szczecińskim i za zgodą ministerstwa oświaty, założono Gimnazjum i Liceum Spółdzielczości Morskiej w Darłowie. Nowo powstałą szkołę nazwano imieniem Obrońców Westerplatte, zaś pierwszym dyrektorem placówki został Ludwik Łakomy.
Głównym zadaniem nowo otwartej szkoły było kształcenie w stopniu niższym (gimnazjum) nowych, wykwalifikowanych pracowników dla różnych działów rybołówstwa morskiego, pojętego jako zawód spółdzielczy oraz w stopniu wyższym (liceum) pracowników dla handlu morskiego opartego na zasadach spółdzielczości. Zgodnie z tym, w pierwszym roku działalności dydaktycznej otworzono dwie klasy: pierwszą gimnazjalną, liczącą czterdziestu uczniów i pierwszą licealną, do której uczęszczało zaledwie dwanaście osób. O daleko idącym oprofilowaniu zawodowym szkoły świadczyła duża liczba zajęć o charakterze wybitnie spółdzielczym bądź morskim. W programie nauczania, oprócz przedmiotów ogólnokształcących znalazły się między innymi: organizacja spółdzielczości i handlu morskiego, zasady żeglugi, stenografia polska i angielska, geografia gospodarcza, towaroznawstwo, oceanografia, księgowość, arytmetyka handlowa, ekonomia, prawoznawstwo, organizacja przedsiębiorstw spółdzielczych, a także prowadzenie korespondencji w języku polskim, angielskim, szwedzkim i rosyjskim. Praktyczną stronę nauki zawodu miały zapewnić uczniom zajęcia na pełnym morzu, w porcie i zakładach przemysłu rybnego. Oprócz bazy dydaktycznej, szkoła posiadała również bibliotekę zaopatrzoną w około dwa tysiące woluminów, internat kierowany przez żonę dyrektora Irenę Łakomą oraz własny gabinet lekarski, prowadzony przez dra Józefa Muchę.
Oprócz zajęć dydaktycznych pracownicy i uczniowie szkoły angażowali się również w różne zajęcia pozalekcyjne. W trosce o kulturę założono teatrzyk szkolny, zaś dla uczniów z uboższych rodzin zorganizowano akcję dożywiania. Intensywne zajęcia prowadziły sekcje sportowe, zwłaszcza sekcja biegu przełajowego, której drużyna męska zwyciężyła w Biegu Narodowym w 1949. Od 1949 w szkole znajdowała się hala bokserska, w której organizowano coroczny konkurs bokserski pod hasłem Pierwszy krok bokserski. Przy gimnazjum i liceum działały ponadto liczne ogólnopolskie organizacje młodzieżowe o charakterze politycznym i społecznym (ZWM, PCK, męska drużyna harcerska, Koło Ligi Lotniczej i Spółdzielnia Młodzieżowa Gryf). Na szczególną uwagę zasługuje jednak Koło Ligi Morskiej liczące sobie w roku szkolnym 1947/48 aż 50 członków, z czego 14 posiadało kurs POWE.
Od początku swojego istnienia szkoła posiadała własny hymn pt. Westerplatte, skomponowany przez Alojzego Łazarka do słów napisanych przez ówczesnego dyrektora szkoły, Ludwika Łakomego. Był on odgrywany po hymnie państwowym podczas wszystkich ważniejszych uroczystości narodowych. Szczególną rangę we wczesnym okresie historii szkoły miała jednak uroczystość zaślubin Gimnazjum i Liceum Spółdzielczości Morskiej w Darłowie z Morzem Bałtyckim. Odbyła się ona 21 marca 1948, z okazji trzeciej rocznicy tzw. powrotu miasta do Macierzy. Tego samego dnia o godzinie 8.32, do portu w Darłowie wpłynął duński statek, będący pierwszą jednostką pływająca pod obcą banderą, która zawinęła do Darłowa od czasu ostatniej wojny.
W pierwszym okresie dziejów szkoły miało również miejsce dosyć tajemnicze wydarzenie o podłożu kryminalnym. Latem z kasy szkolnej zniknęło 60 tysięcy złotych pochodzących z kredytów oraz dziesięć tysięcy złotych ze spółdzielczych stypendiów uczniowskich. O malwersację podejrzewany był dyrektor szkoły Ludwik Łakomy, który też w związku z tym zdarzeniem zrezygnował z funkcji kierowniczej i wyjechał z rodziną z Darłowa. Nowym dyrektorem szkoły został Leon Lewczuk i piastował tę funkcję do roku 1950.
Kres istnienia szkoły, która mimo wyraźnego profilu morskiego nigdy nie otrzymała tytułu Szkoły Morskiej, położyło zarządzenie Dyrekcji Okręgowej Szkolenia Zawodowego w Szczecinie z dnia 15 lipca 1950 roku. Decyzję likwidacji Państwowego Gimnazjum i Liceum Spółdzielczości Morskiej umotywowano brakiem potrzeby istnienia szkoły o takim profilu w Darłowie. Uczniom PGiLSM pragnącym kontynuować naukę umożliwiono natomiast przeniesienie się do szkół o podobnym profilu w Trzebiatowie i Szczecinie. Wszystkie pomoce naukowe i inwentarz likwidowanej szkoły przeniesiono do Trzebiatowa.

### Zasadnicza Szkoła Rybołówstwa Morskiego w Darłowie
Do idei założenia w Darłowie szkoły morskiej powrócono niebawem, bo już po trzech latach. Na mocy nieopublikowanego zarządzenia ministra żeglugi nr 172 z dnia 18 lipca 1953, utworzono Zasadniczą Szkołę Rybołówstwa Morskiego Ministra Żeglugi z siedzibą w Darłowie. Mimo morskiego profilu, organizacja nowej szkoły zasadniczo różniła się od organizacji rozwiązanego wcześniej gimnazjum i liceum. Podlegała ona pod bezpośredni nadzór ministra żeglugi, zaś nauka w niej trwała trzy lata i była oparta na podbudowie siedmioletniej szkoły podstawowej. Nieco inne były też główne zadania nowo powołanej placówki, albowiem w akcie założycielskim ani słowem nie wspomniano o spółdzielczości, ograniczając się jedynie do sformułowania, że szkoła ma kształcić „kwalifikowanych pracowników rybołówstwa morskiego”. Zgodnie też z przyjętą przez ówczesny Sejm polityką oświatową, utworzono w powołanej szkole zaledwie dwa odrębne wydziały – rybaka kutrowego i motorzysty kutrowego. Wyżej wzmiankowane zarządzenie weszło w życie 1 września 1953, dzięki czemu od tego momentu mogły się kształcić w Darłowie kolejne pokolenia wykwalifikowanych rybaków.
Nowy rok szkolny rozpoczął się w dość trudnych i uciążliwych warunkach dla uczniów i nauczycieli, ponieważ zarówno budynek szkoły jak i internat były remontowane. Z tego powodu uroczysta inauguracja odbyła się dopiero 14 września w świetlicy zakładu opiekuńczego – PPiUR „KUTER”. Pierwszym dyrektorem szkoły został Józef Nagórny, zaś kadra nauczycielska liczyła zaledwie trzech nauczycieli, przy uczęszczających na zajęcia 82 uczniach. Jak na owe czasy była to już proporcja mocno zachwiana, albowiem oprócz wszystkich przedmiotów ogólnokształcących, szczupła kadra Zasadniczej Szkoły Rybołówstwa Morskiego nauczała również szkutnictwa, ichtiologii, materiałoznawstwa, techniki eksploatacji maszyn i urządzeń kutrów oraz rysunku zawodowego. Miary trudności dopełniał jeszcze brak warsztatów szkolnych co zmuszało uczniów do odbywania wszelakiego rodzaju praktyk w przetwórni, w warsztatach i na statkach PPiUR „KUTER”. Wartym odnotowania jest natomiast fakt, iż była to wówczas pierwsza i jedyna placówka kształcąca wykwalifikowaną kadrę dla polskiego rybołówstwa morskiego.
Osobnym problemem, spędzającym sen z powiek gronu kierowniczemu był brak własnego statku szkoleniowego. Wprawdzie już od września 1953 roku uczniowie odbywali rejsy w morze, korzystając z uprzejmości PPiUR „KUTER”, jednakże uzależniało to w dużej mierze kształtowanie procesu kształcenia od czynników zewnętrznych. Dlatego też dyrektor szkoły zwrócił się do Centralnego Zarządu Rybołówstwa Morskiego o przekazanie szkole kutra rybackiego. CZRM nakazał PPiUR „Kuter” przekazać szkole zbudowany w Stoczni Nr 3 w Gdańsku (późniejsza Stocznia Północna) piętnastometrowy kuter „Dar 13” (eks „Dar 48”, eks „Arka 14” Gdy 21), należący do typu MIR 20A. Charakterystyka jednostki była następująca: pojemność brutto 23 RT, pojemność netto 7 RT, długość 15,2 m, szerokość 4,8 m, zanurzenie ok. 2,0 m, napęd 1 silnik 2-cylindrowy Skandia o mocy 85 KM, ożaglowanie pomocnicze o powierzchni 45 m², prędkość 6-7 węzłów, załoga 4 ludzi + kilku uczniów. Było to rozwiązanie tymczasowe, gdyż statek ten nie spełniał wymogów szkoły, z powodu zbyt małej ilości miejsc dla praktykantów. Jeszcze w tym samym roku problem statku minister żeglugi rozwiązał przekazując szkole należący do PPiUR „Kuter” superkuter rybacki „Dar 60”, który skierowano do Gdańskiej Stoczni Remontowej w celu przebudowy na kuter szkolno-rybacki. Statek szedł do służby 5 maja 1955, kiedy to został uroczyście przekazany szkole już pod nową nazwą „Franek Zubrzycki” (Dar 60, od 1959 Dar 102).
Był to statek który należał do wojennego, uniwersalnego typu „KFK” (Kriegsfischkutter), które to jednostki w czasie wojny pełniły służbę jako pomocnicze trałowce czy patrolowce albo ścigacze okrętów podwodnych, a w czasie pokoju miały służyć jako superkutry rybackie. Późniejszy „Franek Zubrzycki” został zbudowany w świnoujskiej stoczni Ernst Burmester Schiffswerft KG i prawdopodobnie ukończony 31 stycznia 1943 roku jako „KFK 164” (lecz nie można do końca wykluczyć, że jest to inny okręt: „KFK 506”), wkrótce po ukończeniu wszedł do służby w Kriegsmarine jako pomocniczy trałowiec „M 3118”. W 1944 roku został przeklasyfikowany na pomocniczy ścigacz okrętów podwodnych i zmieniono mu nazwę na „UJ 320”. 13 marca 1945 roku w czasie wielkiego nalotu został zatopiony na terenie macierzystej stoczni. W 1946 roku wrak został przejęty przez polską administrację, prowizorycznie naprawiony w świnoujskiej Stoczni Rybackiej i przekazany w użytkowanie Józefowi Lipskiemu, otrzymał znak rybacki „Świ 51”. W 1947 roku kuter został skierowany do odbudowy w Stoczni Gdańskiej, po czym w połowie 1948 roku został przejęty przez Konrada Konkela, został przerejestrowany do Gdyni, otrzymując nowy znak rybacki „Gdy 76”. 8 stycznia 1949 roku uciekła nim do Szwecji grupa rybaków, a statek internowany, do Ojczyzny powrócił dopiero po kilku miesiącach i jego właścicielem ponownie został Józef Lipski. W 1952 roku wszedł w skład flotylli połowowej PPiUR „Arka”, bo po dwóch latach trafić do darłowskiego „Kutra” (jako „Dar 60”), gdzie jak wiemy nie zagrzał długo miejsca i trafił do ZSRM w Darłowie. „Franciszek Zubrzycki” posiadał solidny kadłub konstrukcji kompozycyjnej (wręgi stalowe i poszycie burt dębowe). W nadbudówce mieściły kajuty dla załogi i praktykantów oraz kambuz. Charakterystyka jednostki była następująca: pojemność brutto 82 RT, pojemność netto 17 RT, długość 23,7 m, szerokość 6,4 m, zanurzenie ok. 3,1 m, napęd 1 silnik 4-cylindrowy EKM o mocy 180 KM, ożaglowanie pomocnicze o powierzchni 50 m kw., prędkość 8,5 węzła, załoga 8 ludzi + 16 uczniów. Posiadał też specjalną dwubębnową windę napędzaną przez silnik przy użyciu przekładni pasowej, która w znacznym stopniu ułatwiała manewrowanie sieciami. Poza tym w części dziobowej i rufowej umocowane były przy burtach pałąki zwane kozłami, służące do prowadzenia liny sieciowej.
W latach 50. i 60. szkoła stopniowo rozwijała swoją infrastrukturę i kształciła kolejne pokolenia absolwentów pod kierownictwem kolejno następujących po sobie dyrektorów: Józefa Nagórnego, Sylwiusza Mroczka, Michała Gelnera, Alfonsa Laskowskiego, Stanisława Szymańskiego i Karola Kopery. Na początku 1959 władze centralne rozważały likwidację szkoły, mimo wyraźnego zapotrzebowania na wykwalifikowanych pracowników dla polskiego rybołówstwa morskiego. Pomysł ten jednakże nie doszedł do realizacji.
W roku 1963 ministerstwo żeglugi sprawiło szkole prezent, przekazując jej lugrotrawler „Pelikan”, który po wyremontowaniu i przystosowaniu do wymogów praktyki uczniowskiej otrzymał nazwę „Franek Zubrzycki II” (Dar 205) i zastąpił starą wysłużoną jednostkę szkoleniową, która poddana została kasacji. „Franek Zubrzycki II” nieprzerwanie służy uczniom szkoły morskiej do chwili obecnej, zapewniając miejsce na pokładzie jednocześnie dla 24 uczniów podczas rejsu szkoleniowego i jest niezwykle istotnym elementem szkolnej praktyki zawodowej. Nowy „Franek” został zbudowany w Stoczni Północnej w 1953 roku i 17 lipca wszedł do eksploatacji w PPD „Dalmor” jako „Pelikan” Świ 87, poławiał głównie śledzia na Morzu Północnym w oparciu o statki bazy. Na początku 1954 roku został przekazany do nowo utworzonego PPDiUR „Odra”, a w 1958 roku trafił do PPDiUR „Gryf” przy okazji zmieniając znak rybacki na Szn 29, jego zatrudnienie nie zmieniło się. Statek posiada następującą charakterystykę: pojemność brutto 165 RT, pojemność netto 65 RT, nośność 100 ton, długość 32,6 m, szerokość 6,7 m, zanurzenie ok. 3,0 m, napęd 1 silnik 8-cylindrowy Buckau Wolf o mocy 300 KM, prędkość 9 węzłów, załoga 15 ludzi + 24 uczniów.
Początek lat 70. w szkole morskiej w Darłowie, kierowanej przez dyrektora Ryszarda Biernackiego, stał się zwiastunem wielkich zmian, które były niezwykle charakterystyczne dla całego okresu gierkowskiego w historii Polski. Już we wrześniu 1972 zostało powołane do życia trzyletnie Technikum Rybołówstwa Morskiego, na podbudowie istniejącej już trzyletniej szkoły zawodowej. Umożliwiło to kształcenie na poziomie szkoły średniej mechaników okrętowych, mechaników nawigacyjno-połowowych i mechaników urządzeń przetwórstwa rybnego. W latach 1972–1975 został przeprowadzony gruntowny remont budynku szkolnego, którego najistotniejszym elementem była przebudowa najwyższej kondygnacji, dzięki której powstały cztery dodatkowe gabinety. W tym samym okresie remontowany był internat, przy którym powstały warsztaty szkolne dla praktycznej nauki zawodu. Ostatnim dużym przedsięwzięciem była budowa sali gimnastycznej, która umożliwiła uczniom odbywanie zajęć wychowania fizycznego w normalnych warunkach. We wrześniu 1977 miała zaś miejsce następna zmiana organizacyjna, która stała się zapowiedzią kolejnej epoki w dziejach szkoły – swoją działalność rozpoczęło Technikum Zawodowe dla Pracujących, w którym osoby już zatrudnione mogły się kształcić w dwóch kierunkach: połowy morskie oraz siłownie i okrętowe mechanizmy pomocnicze.

### Zespół Szkół Rybołówstwa Morskiego w Darłowie

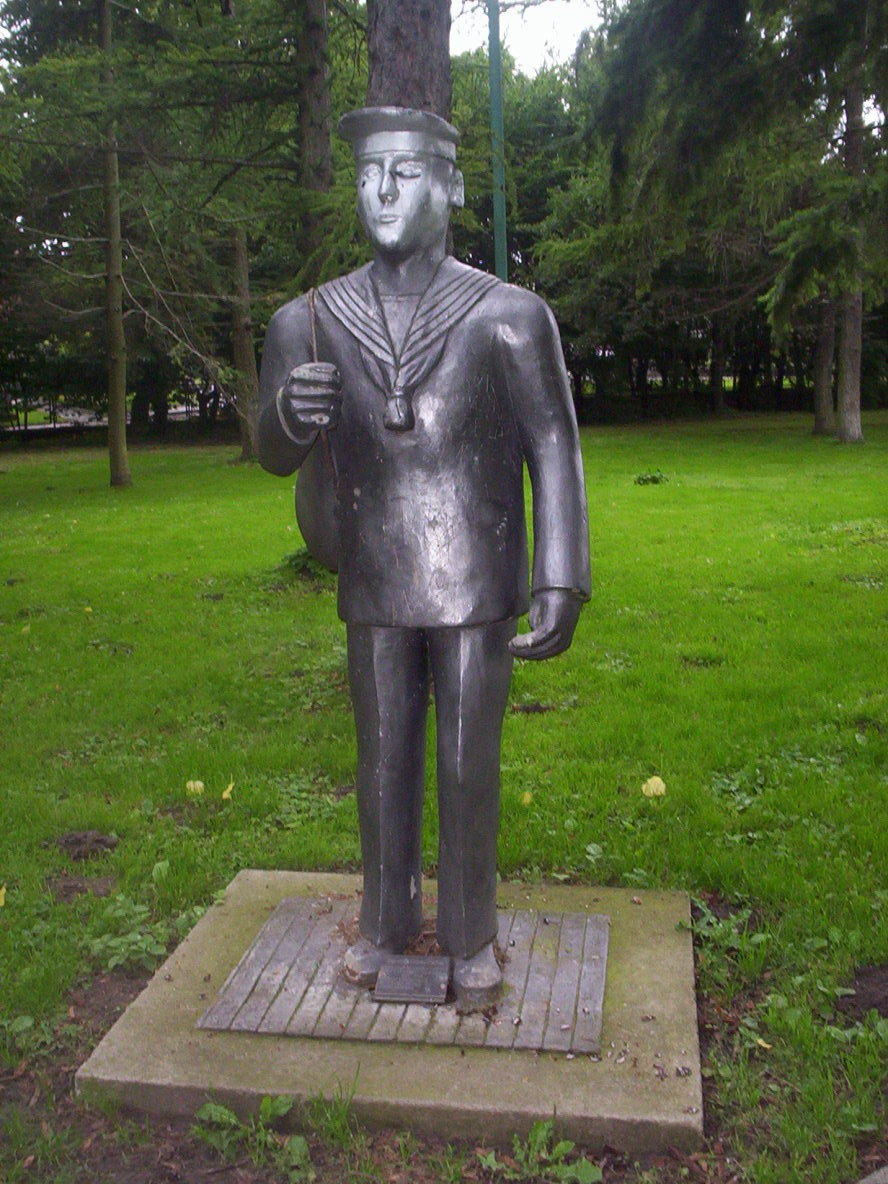
Statua marynarza przed wejściem szkoły, praca zaliczeniowa jednego z absolwentów

Od 1 września 1978 rozpoczął się nowy etap w dziejach szkoły morskiej w Darłowie. Powołano do życia Zespół Szkół Rybołówstwa Morskiego, w skład którego weszły Zasadnicza Szkoła Rybołówstwa Morskiego, Technikum Rybołówstwa Morskiego i Technikum Zawodowe dla Pracujących. Było to prawno-organizacyjne usankcjonowanie i ukoronowanie wszystkich zmian, które zaszły w szkole w latach 70.
Od schyłku lat 70. aż do początku lat 90. szkoła morska w Darłowie stała się jedną z najbardziej popularnych placówek oświatowych szczebla średniego w całym kraju. Rocznie wpływało do sekretariatu szkoły około 3000 listów i podań z prośbą o przyjęcie, co oznaczało, iż o jedno miejsce ubiegało się nawet do dwudziestu kandydatów. O wyjątkowej atrakcyjności szkoły morskiej w Darłowie decydował jej zdecydowanie morski profil, odmienny od profilu typowej szkoły. Znaczenie miał również fakt, iż ZSRM był placówką mundurową o surowym regulaminie, kształcącą młodzież niemalże według twardego, wojskowego drylu. Do końca lat 80. nie miała też większego znaczenia odległość szkoły od rodzinnego domu, ani kondycja finansowa uczniów.
Oprócz udziału w zajęciach dydaktycznych, nauczyciele i uczniowie szkoły angażowali się w liczne przedsięwzięcia kulturalne, naukowe i społeczne. Pod hasłem „nigdy więcej wojny” otworzono w szkole Izbę Pamięci Narodowej, prężnie działał szkolny klub Ligi Obrony Kraju, liczne sekcje sportowe i artystyczne oraz kółka zainteresowań, a także wychodziła szkolna gazetka „Ster”. Uczniowie brali udział w olimpiadach przedmiotowych, nierzadko osiągając w nich sukcesy, jak choćby w 18 eliminacjach Olimpiady Wiedzy o Polsce i Świecie Współczesnym, kiedy to aż sześć osób zakwalifikowało się do okręgowego finału imprezy. Powstał Młodzieżowy Klub Krwiodawstwa, którego członkowie do dziś oddali łącznie około 1000 litrów krwi. Każdego roku we wrześniu i październiku szkoła uczestniczyła w akcji wykopkowej, a uczniowie w czynie społecznym uczestniczyli w pracach nad upiększaniem Darłowa układając chodniki, budując parki, parkingi i ulice.
W październiku 1983, przy okazji obchodów 30-lecia ZSRM, założono kronikę wycinków prasowych traktujących o wszystkich sprawach pośrednio i bezpośrednio związanych ze szkołą. Jest ona prowadzona i uzupełniana do dziś, zawierając bogaty materiał źródłowy do dziejów morskiej placówki oświatowej w Darłowie. Dzięki kronice można na przykład zrekonstruować szanse i możliwości, które otwierały się przed absolwentami szkoły w roku 1983: szkołę ukończyło czterdziestu dwóch techników siłowni okrętowej, z czego kilku wybierało się na studia wyższe, oraz około 20 marynarzy mechaników po szkole zasadniczej. W tych dniach otrzymano ofertę pracy dla 59 absolwentów, telefonicznie zgłoszono gotowość zatrudnienia dodatkowych kilku osób, dlatego też każdy absolwent otrzymał propozycję pracy w rybołówstwie morskim. Praca w rybołówstwie dalekomorskim była lepiej płatna, w szczególności z powodu dodatków dewizowych. Dlatego też prawie wszyscy ówcześni absolwenci chcieli by pracować w rybołówstwie dalekomorskim, a dostępnych było tylko 25 miejsc pracy.
W drugiej połowie lat 80. XX wieku w szkole zaczęły zachodzić pewne niewielkie, ale dość charakterystyczne dla tego okresu zmiany. 19 grudnia 1985 odbyła się pierwsza w dziejach szkoły wigilia, stając się od tej pory jej coroczną tradycją. Niecały rok później, 12 października 1986 roku szkoła otrzymała nowy sztandar, na który pierwszoklasiści złożyli tego dnia uroczyste ślubowanie. Stary sztandar, służący szkole przez ostatnich dwadzieścia lat, został odprowadzony do szkolnej Izby Pamięci Narodowej, stając się od tej pory muzealnym zabytkiem. Tegoż dnia odznaczono również Krzyżami Zasługi i Krzyżami Kawalerskimi osoby, które w dużym stopniu przyczyniły się do rozwoju szkoły.
Najmłodszą tradycją, wprowadzoną 27 października 1988, stał się zwyczaj pasowania pierwszoklasistów na uczniów Szkoły Morskiej, połączony odtąd z uroczystym ślubowaniem na sztandar szkoły.
Zmiany, które zaszły w Polsce po roku 1989, miały również ogromny wpływ na dalszy rozwój i funkcjonowanie Zespołu Szkół Rybołówstwa Morskiego w Darłowie. W dziejach szkoły skończyła się epoka, w której głównym celem kształcenia było przygotowanie wykwalifikowanych pracowników dla polskiego rybołówstwa morskiego. Z tego zadania darłowska placówka wywiązała się bardzo dobrze, o czym świadczą liczne pochlebne wypowiedzi czy artykuły w ówczesnej prasie, jak choćby ten niżej cytowany: nie istnieje statek dalekomorski i trudno o kuter bałtycki, na którym nie pracowałby absolwent szkoły Morskiej w Darłowie. Nowe warunki zmusiły jednak zespół kierowniczy i kadrę nauczycielską do przyjęcia innych rozwiązań organizacyjnych i postawienia nowych celów kształcenia.

### Zespół Szkół Morskich w Darłowie

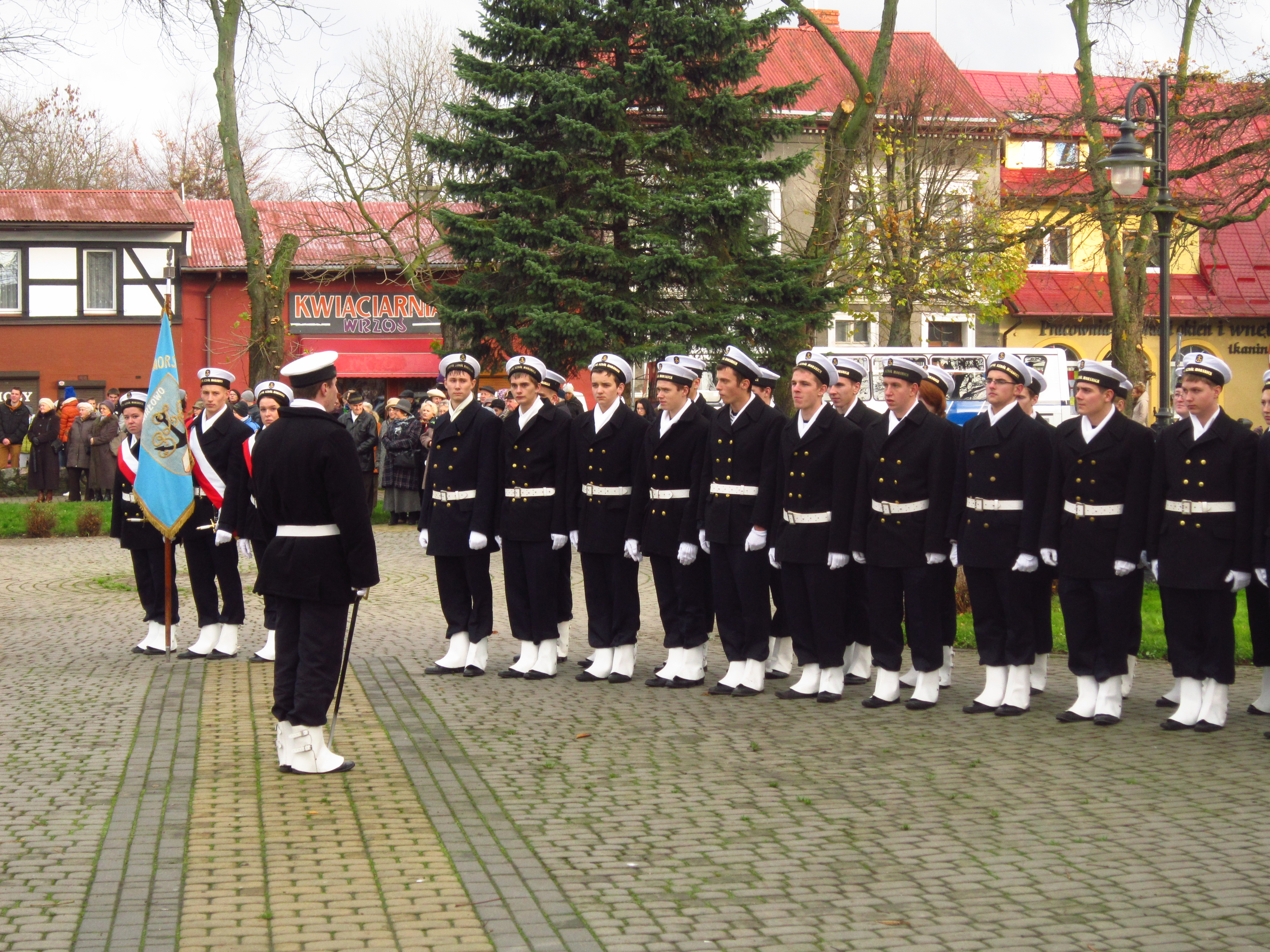
Kompania Honorowa ZSM podczas obchodów Święta Niepodległości 2013 roku w Darłowie

Zaczęło się od zmian na stanowiskach kierowniczych. W 1991 odszedł wieloletni dyrektor szkoły Ryszard Biernacki, zastąpiony przez Andrzeja Halamę, który rok później zwolnił z kolei miejsce dla Lecha Pieczyńskiego. Zgodnie z pojawiającymi się w prasie artykułami, kwestionującymi zasadność kształcenia kolejnych pokoleń rybaków, nowy dyrektor szkoły podjął starania o przekształcenie ówczesnego profilu szkoły. Jego zabiegi zostały uwieńczone pełnym powodzeniem w 1993, kiedy to na miejsce trzyletniego Technikum Rybołówstwa Morskiego powołano do życia pięcioletnie Technikum Morskie. Szkoła przyjęła również nową nazwę: Zespół Szkół Morskich, w skład którego wchodziły od tej pory: Zasadnicza Szkoła Morska, Technikum Morskie i Technikum Mechaniczne dla Dorosłych. Sukcesem zostały również uwieńczone rozmowy Lecha Pieczyńskiego z senatami Wyższych Szkół Morskich w Szczecinie i Gdyni na temat uznania egzaminu maturalnego darłowskiej placówki za egzamin wstępny na studia wyżej wymienionych uczelni.
Z kadencją Lecha Pieczyńskiego wiążą się również przedsięwzięcia remontowe i budowlane. Wybudowano łącznik drugiego pietra internatu, a także kompleks łączący salę gimnastyczną z gmachem szkoły, wyremontowano ponadto budynek internatu i boisko szkolne. Przebudowano również statek szkoleniowy, zakupiono symulator siłowni okrętowej, wyposażono pracownię eksploatacji na warsztatach oraz pracownię komputerową w szkole. Szkolnej flocie jachtów przybyły także dwie nowe jednostki: „Goliat” i „Dawid”, będące efektem pracy uczniów wykonywanej pod kierunkiem Jana Rosenkiewicza, w ich drodze do uzyskania dyplomu technika.
W 1993 szkoła uroczyście obchodziła 40-lecie swojego istnienia. Imprezę zaszczycili wówczas przedstawiciele władz centralnych z Warszawy i telewizji, dzięki którym nakręcony został okolicznościowy film o Zespole Szkół Morskich, pokazywany później w kronice filmowej. Nowy sztandar szkoła otrzymała jednak dopiero w trzy lata po obchodach 40-lecia, w dniu 12 października 1996.
W latach 90. uczniowie brali czynny udział w ogólnopolskich i szkolnych imprezach naukowych, kulturalnych i sportowych, odnosząc w nich liczne sukcesy. Dla przykładu: w roku szkolnym 1995/96 reprezentacja Zespołu Szkół Morskich zajęła dwa drugie i dwa trzecie miejsca na sześć drużyn w czterech konkurencjach regat żeglarskich szkół resortu transportu morskiego, a dwa lata później trzecie miejsce w wioślarstwie i w klasyfikacji ogólnej. W roku 1997 uczniowie szkoły zdobyli drugą nagrodę w konkursie na najlepszą pracę dyplomową średnich szkół technicznych województwa koszalińskiego. Zespół Szkół Morskich reprezentowany był również na sesji naukowej poświęconej 50-leciu istnienia portu handlowego w Darłowie w dniu 27 lutego 1998 roku. Rok wcześniej statek szkolny „Franek Zubrzycki II” brał czynny udział w obchodach tysiąclecia Gdańska, zaś latem 2000 roku odbył rejs pod patronatem medialnym Telewizji Polskiej na targi EXPO AM MEER do Wilhelmshaven. W 1999 roku powstał przy szkole także klub żeglarski „Albatros”, który sześć dni po utworzeniu został przyjęty do Koszalińskiego Okręgowego Związku Żeglarskiego. Dużymi osiągnięciami może pochwalić się Szkolny Klub Krótkofalowców, który w roku 2002 zdobył Wicemistrzostwo Polski w Zawodach Radiostacji Klubowych. Od 2001 uczniowie szkoły co roku brali udział w programie Forum Młodych Przedsiębiorców w ramach centrum młodzieżowej Przedsiębiorczości „Ekonomia stosowana”, a ich przedsiębiorstwo o nazwie „Bramszot” zajęło w roku 2003 pierwsze miejsce w Ogólnopolskim Konkursie zarządzania Firmą MESE 2003. Tegoż roku załoga szkoły wygrała regaty X Mistrzostw Polski Żeglarstwa Lodowego na jeziorze Niegocin w pobliżu Giżycka, a szkolny zespół muzyczny zaprezentował się na I Festiwalu Szantowo-Regatowym w Darłowie oraz VIII Polsko-Niemieckim Festiwalu Młodzieży w Wałczu. Dzięki uprzejmości jednego z pierwszych absolwentów szkoły, komandora Izydora Ryzaka, uczniowie ZSM w Darłowie wzięli udział w największych światowych regatach żeglarskich Cutty SartTall Ships Race, które odbyły się na Bałtyku w sierpniu 2003 roku. Dwunastu uczniów i jeden absolwent szkoły, stanowiąc załogę płynącego pod amerykańską banderą jachtu Julianna, zdobyło I miejsce w biegu na orientację w Finlandii, II miejsce w zawodach wioślarskich w Finlandii oraz III miejsce w wieloboju morskim w Gdyni i sztafecie sprawnościowej w Rydze. Dla wszystkich uczniów szkoły organizowano ponadto coroczny konkurs literacki oraz liczne konkursy recytatorskie i poezji śpiewanej.
U progu nowego tysiąclecia w szkole zaszły kolejne zmiany organizacyjne. W roku 1996 Technikum Morskie rozszerzyło swoją działalności o profile: siłownie okrętowe i mechanizmy pomocnicze oraz budowa maszyn, a dwa lata później zorganizowano nabór na nowy kierunek: technik nawigator. W związku z tym wydarzeniem do Technikum Morskiego została przyjęta pierwsza w dziejach szkoły dziewczyna, którą była poznanianka Paulina Pawłowicz. W roku 1999 utworzono przy Technikum Morskim klasę o profilu wojskowym. Było to o tyle nowatorskie, iż szkoła darłowska stała się wówczas jedną z dwóch placówek w kraju posiadających klasę o takim charakterze. Niestety po dwóch latach, ze względu na obiektywne trudności zrezygnowano z kolejnego naboru do tej klasy.
W czerwcu 1999 odszedł ze stanowiska dyrektora Lech Pieczyński, zastąpiony od 1 października przez Bogumiłę Tryznę. W drugiej połowie października miała miejsce w Darłowie inauguracja roku akademickiego Wyższej Szkoły Morskiej ze Szczecina, co stało się możliwe dzięki staraniom Jerzego Kaczkowskiego (pełniącego od lipca do października 1999 roku obowiązki dyrektora), prowadzącym do powołania przy Zespole Szkół Morskich punktu konsultacyjnego tej uczelni. W konsekwencji tego wydarzenia, do dziś studenci mogą kształcić się w Darłowie na kierunku zarządzanie i inżynieria produkcji – specjalność logistyka i zarządzanie w europejskim systemie transportowym.
Początek XXI wieku przyniósł szkole morskiej w Darłowie kolejny, niezwykle ważny sukces. Otóż po przeprowadzeniu audytu certyfikacyjnego, 12 stycznia 2001 roku został nadany Zespołowi Szkół Morskich w Darłowie certyfikat jakości ISO 9001. Dokument ten poświadczył nie tylko ważne miejsce darłowskiej placówki w polskim systemie oświatowym, ale także zwiększył wydatnie szanse uczniów na znalezienie dobrej pracy po ukończeniu szkoły.
Ostatnia w dotychczasowych dziejach szkoły zmiana na stanowisku dyrektora miała miejsce w roku 2002, kiedy to godność tę po rezygnacji Bogumiły Tryzny przejął Jerzy Kaczkowski (we wrześniu 2014 przeszedł na emeryturę). Nowy dyrektor od samego początku stanął też przed trudnym zadaniem reorganizacji szkoły w związku z reformą oświaty. Po roku szkolnym 2001/02, w którym to żadna dzienna szkoła średnia w Polsce nie organizowała naboru kandydatów, trzeba było przygotować się na przyjęcie uczniów kończących gimnazja wiosną 2002 roku. Biorąc pod uwagę wyraźne oczekiwania młodzieży, zdecydowano o powołaniu do życia przy Zespole Szkół Morskich nowego Liceum o profilu: zarządzanie informacją, które od samego początku swojego istnienia cieszyło się wyraźnym zainteresowaniem potencjalnych kandydatów.
W nowe tysiąclecie szkoła morska w Darłowie weszła więc mocno odmieniona i unowocześniona. W chwili obecnej w skład jej zespołu wchodzi Technikum Morskie oferujące naukę w klasie technik nawigator morski, technik mechanik okrętowy, technik hotelarstwa od 2006 roku oraz technik logistyk od 2011 roku. Profil technik informatyk od 2012 roku został przeniesiony do Zespołu Szkół Agrotechnicznych w Sławnie i nie prowadzony jest już nabór na ten profil w darłowskim technikum. Dzięki takiej organizacji Zespół Szkół Morskich w Darłowie spełnia wszystkie wymagania stawiane obecnie przed nowoczesna placówką oświatową, a nadany szkole certyfikat jakości ISO 9001 stanowi niejako gwarancję szeroko pojętego profesjonalizmu kadry nauczycielskiej i wysokiego poziomu kształcenia.

## Znani absolwenci
- Stanisław Gawłowski – polityk, sekretarz stanu w rządzie Donalda Tuska.
- Marek Węgrzyn – 37 miejsce na liście Forbesa 100 najbogatszych Polaków.
- Cezary Łazarewicz – dziennikarz, publicysta, pisarz i wydawca.